# Città di Como Challenger 2024
Il Città di Como Challenger 2024 è stato un torneo maschile di tennis professionistico. È stata la 18ª edizione del torneo, facente parte della categoria Challenger 75 nell'ambito dell'ATP Challenger Tour 2024, con un montepremi di 73 000 €. Si è giocato dal 26 agosto al 1° settembre 2024 sui campi in terra rossa del Circolo Tennis Como di Como, in Italia.

## Partecipanti

### Teste di serie
| Nazionalità | Giocatore           | Ranking* | Testa di serie |
| ----------- | ------------------- | -------- | -------------- |
| Slovacchia  | Jozef Kovalík       | 114      | 1              |
| Italia      | Stefano Napolitano  | 136      | 2              |
| Brasile     | Gustavo Heide       | 142      | 3              |
| Italia      | Francesco Passaro   | 147      | 4              |
| Perù        | Juan Pablo Varillas | 158      | 5              |
| Kazakistan  | Dmitrij Popko       | 184      | 6              |
| Libano      | Benjamin Hassan     | 194      | 7              |
| Ungheria    | Zsombor Piros       | 211      | 8              |

* Ranking al 19 agosto 2024.

### Altri partecipanti
I seguenti giocatori hanno ricevuto una wild card per il tabellone principale:
- Federico Bondioli
- Raul Brancaccio
- Marco Cecchinato

Il seguente giocatore è entrato in tabellone con il ranking protetto:
- Kei Nishikori

I seguenti giocatori sono entrati in tabellone come alternate:
- Alex Molčan
- Andrew Paulson

I seguenti giocatori sono passati dalle qualificazioni:
- Matheus Pucinelli de Almeida
- Svyatoslav Gulin
- Max Hans Rehberg
- Vitaliy Sachko
- Nikoloz Basilašvili
- Valerio Aboian

Il seguente giocatore è entrato in tabellone come lucky loser:
- Alexander Weis

## Punti e montepremi
| Torneo    | Torneo              | V     | F     | SF    | QF    | 2T    | 1T  | Q | Q2  | Q1  |
| Singolare | Punti               | 75    | 44    | 22    | 12    | 6     | 0   | 4 | 2   | 0   |
| Singolare | Premi in denaro (€) | 9,880 | 5,820 | 3,450 | 2,000 | 1,165 | 720 | – | 360 | 185 |
| Doppio    | Punti               | 75    | 44    | 22    | 12    | –     | 0   | – | –   | –   |
| Doppio    | Premi in denaro (€) | 4,250 | 2,450 | 1,480 | 880   | –     | 500 | – | –   | –   |

## Campioni

### Singolare
Gabriel Debru ha sconfitto in finale  Ignacio Buse con il punteggio di 6–1, 2–6, 6–3.

### Doppio
Victor Vlad Cornea /  Denys Molčanov hanno sconfitto in finale  Alexandru Jecan /  Ivan Liutarevich con il punteggio di 6–2, 6–3.